# Sabrina – mladá čarodějnice
Sabrina – mladá čarodějnice (v anglickém originále Sabrina, the Teenage Witch) je americký televizní sitcom založený na stejnojmenné sérii komiksových knížek, které vydávali Archie Comics. První čtyři sezóny od 27. září 1996 do 5. května 2000 uváděla ABC, závěrečné tři sezóny od 22. září 2000 do 24. dubna 2003 vysílala The WB. Hlavní roli seriálu představuje Sabrina, nezletilá čarodějka, která se prodírá svým ne vždy lehkým čarodějnickým životem. Bydlí v domě se svými 2 tetami, které jí pomáhají při zdokonalování jejích schopností, skrývání je před ostatními a při řešení problémů dospívání. V seriálu vystupuje i mluvící kocour Salem (mazlíček Sabriny, který všechno ví jako první). Je totiž jediný z "rodiny", kterému se Sabrina se vším svěří.

## České znění
- 1. řada

V českém znění: Tereza Grygarová – Melissa Joan Hart (Sabrina Spellmanová), Zuzana Slavíková – Caroline Rhea (Hilda Spellmanová), Sylva Talpová – Beth Broderick (Zelda Spellmanová), Bedřich Výtisk – Nick Bakay (Salem Saberhagen), Aleš Jarý – Paul Feig (Eugene Pool), Jiří Balcárek – Nate Richert (Harvey Kinkle), Zdeněk Junák – Penn Jillette (Drell), Daniel Dítě – Tom McGowan (ředitel Larue), Veronika Veselá – Michelle Beaudoin (Jenny Kellyová), Martin Sláma, Lenka Filipová-Kudelová, Dan Sobotka, Petra Kubíková, Roman Posekara, Radek Kudrna, Tomáš Posekárek a další
- 2.–3. řada

V českém znění: Jitka Ježková – Melissa Joan Hart (Sabrina Spellmanová), Daniela Bartáková – Caroline Rhea (Hilda Spellmanová), Miluše Šplechtová – Beth Broderick (Zelda Spellmanová), Saša Rašilov a Jan Maxián – Nate Richert (Harvey Kinkle), Vanda Hybnerová – Lindsay Sloane (Valerie Birkheadová), Tereza Chudobová – Jenna Leigh Green (Libby Chesslerová), Václav Mareš – Martin Mull (pan ředitel Willard Kraft), Jaromír Meduna – Nick Bakay (Salem Saberhagen), Ladislav Novák – Alimi Ballard (hadač Albert), Martina Hudečková a Dagmar Čárová – Mary Gross (paní Quicková), Radek Hoppe – Jon Huertas (Brad Alcerro), Filip Jančík – David Lascher (Josh), Veronika Veselá – China Shavers (Dreama), Jiří Plachý, Tomáš Juřička, Jitka Sedláčková, Filip Švarc, Irena Hrubá, Hana Tůmová, Daniela Choděrová, Jaroslava Obermaierová, Michal Jagelka, Dalimil Klapka, Petros Alexandridis, Martin Sláma, Bohdan Tůma, Zdeněk Junák a další
- 4.–7. řada

V českém znění: Jitka Ježková – Melissa Joan Hart (Sabrina Spellmanová), Zuzana Slavíková – Caroline Rhea (Hilda Spellmanová), Sylva Talpová – Beth Broderick (Zelda Spellmanová), Petr Oliva – Nick Bakay (Salem Saberhagen), Jan Maxián – Nate Richert (Harvey Kinkle), Jitka Moučková – Elisa Donovan (Morgan Cavanaughová), René Slováčková – Soleil Moon Frye (Roxie Kingová), Lumír Olšovský – Dylan Neal (Aaron Jacobs), Filip Jančík – David Lascher (Josh), Michal Jagelka – Trevor Lissauer (Miles Goodman), Zdeněk Junák – George Wendt (Mike Shelby), Radek Hoppe – Bumper Robinson (James), Pavel Vacek – Andrew W. Walker (Cole Harper), Petr Burian – John Ducey (Leonard), Libor Terš, Bohdan Tůma, Martin Sláma, Ladislav Běhůnek, Luboš Ondráček, Olga Hegerová a další